# Pemmikan

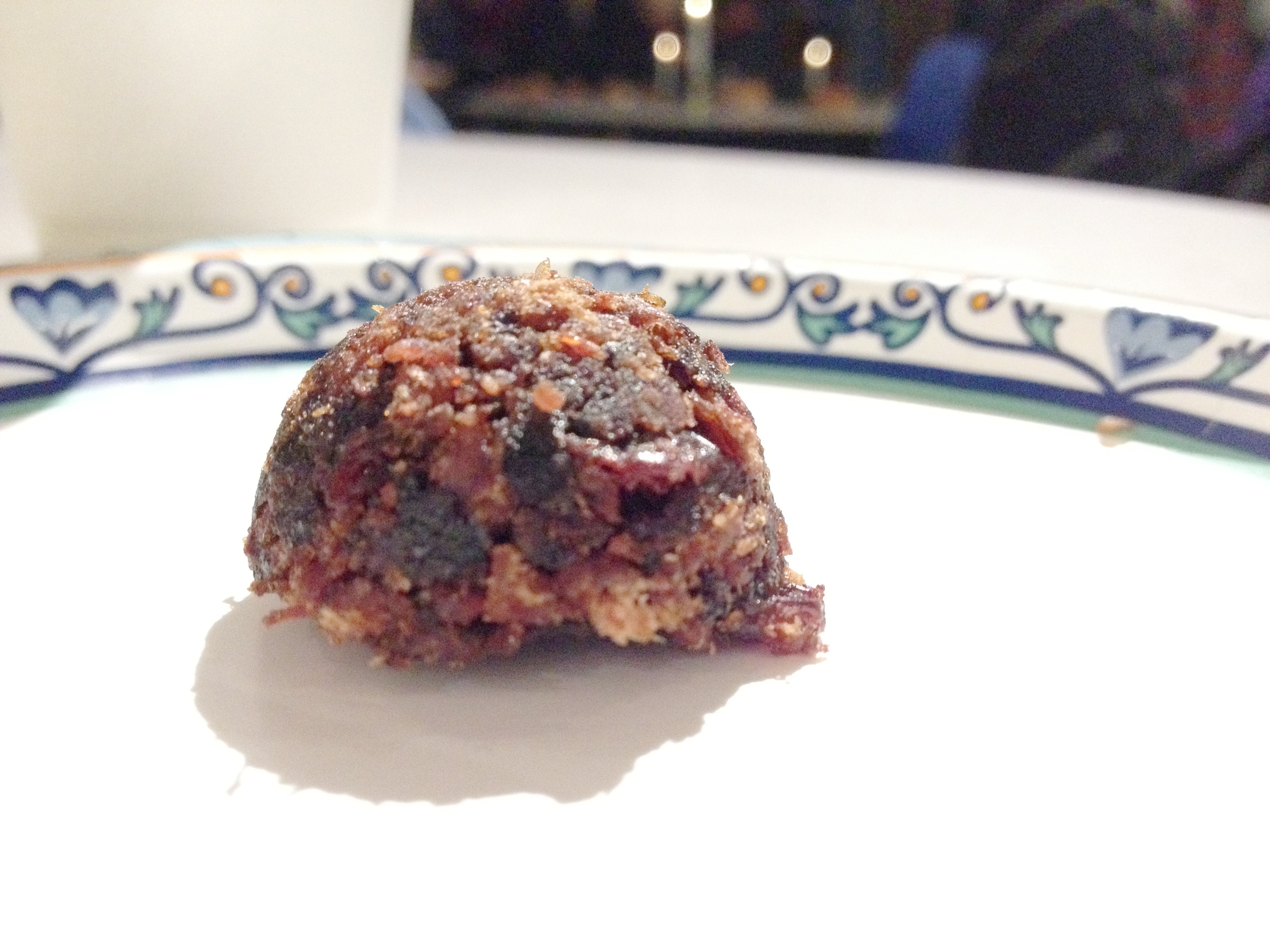
Eine Portion Pemmikan

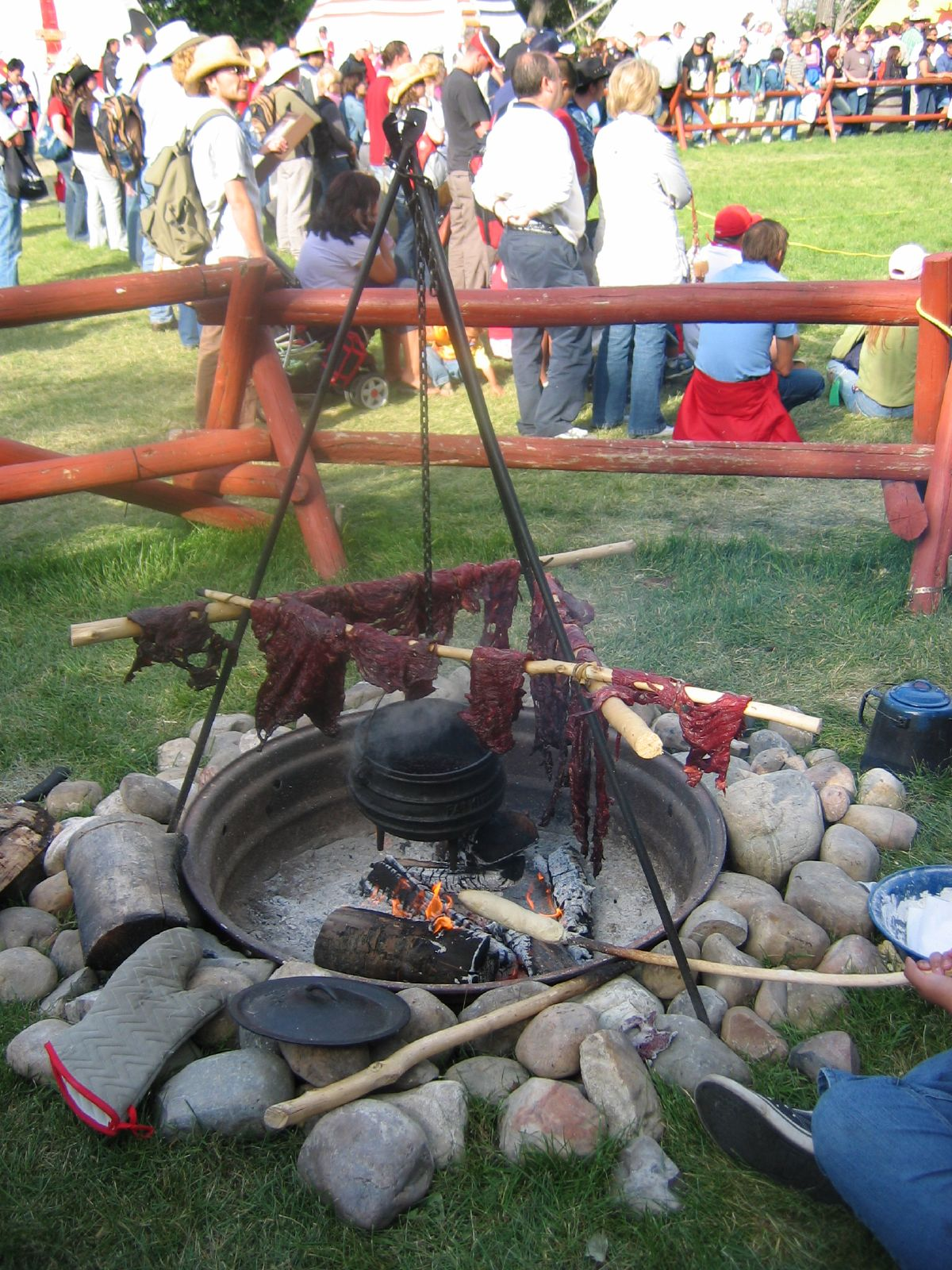
Traditionelle Methode des Fleischtrocknens

Pemmikan (aus der Sprache der Cree pimikan, zu pimii „Fett“) ist eine nahrhafte und haltbare Mischung aus zerstoßenem Dörrfleisch und Fett, die die nordamerikanischen Ureinwohner als Reiseproviant und Notration mit sich führten.
Hergestellt wird Pemmikan auf traditionelle Art aus Bison- oder anderem dunklen Fleisch, das zuerst in dünne Scheiben geschnitten und vollständig getrocknet, danach angeröstet und zerstoßen wird. Anschließend wird es etwa im Verhältnis drei zu eins mit Talg und Knochenmarksfett zu einer Paste verknetet, die über lange Zeit aufbewahrt werden kann. Als Variante werden getrocknete Beeren, insbesondere als Mokakin bei den Stämmen der Ostküste, wie bei den Irokesen, untergemischt.
Pemmikan wiegt etwa ein Fünftel des zur Herstellung verwendeten Frischfleischs. Es kann direkt verzehrt werden oder, falls Feuer, Wasser und andere Zutaten zur Verfügung stehen, als Grundlage für Gerichte dienen. Mit siedendem Wasser ergibt es, ähnlich wie moderne Instantprodukte, in kurzer Zeit eine nahrhafte Suppe.
Wegen seines hohen Nährstoffgehalts und seiner Haltbarkeit ist es seit langem auch international als Proviant bei Expeditionen verbreitet und wird mittlerweile industriell hergestellt, häufig mit Zugabe von Trockenfrüchten und Getreide. Pemmikan wurde für das Militär zum strategisch wichtigen Logistikgut, und auch bei der Erforschung der Polargebiete und des Hochgebirges war es ein unerlässlicher Energielieferant (siehe auch Hoosh). Heutzutage findet es noch bei längeren Outdoortouren Verwendung.
Den Hauptbestandteil von Pemmikan, Pulver aus zerstoßenem Fleisch, kannten neben den nordamerikanischen Ureinwohnern auch Nomaden in Westafrika und Zentralasien. In der Mongolei als Borts und bei den Hirten in Tibet war es ebenso bekannt wie in Europa bei den Kelten.